# Редби (Минесота)
Редби (енгл. Redby) насељено је место без административног статуса у америчкој савезној држави Минесота.

## Демографија
По попису из 2010. године број становника је 1.334, што је 377 (39,4%) становника више него 2000. године.
| Група             | 2000.     | 2010.     |
| Белци             | 10 (1,0%) | 18 (1,3%) |
| Афроамериканци    | 0 (0,0%)  | 0 (0,0%)  |
| Азијати           | 2 (0,2%)  | 3 (0,2%)  |
| Хиспаноамериканци | 15 (1,6%) | 23 (1,7%) |
| Укупно            | 957       | 1.334     |